# Alabama 3
Alabama 3 är en brittisk musikgrupp som bildades 1995 i Brixton, London. I USA är bandet känt som A3, för att undvika en rättslig konflikt med countrygruppen Alabama. Gruppens musik har inslag av acid house, country och blues.
Bandet bildades av Rob Spragg ("Larry Love") och Jake Black ("The Very Reverend Dr. D. Wayne Love") och utökades efterhand med Piers Marsh ("The Mountain of Love"), Simon Edwards ("Sir Real Congaman Love"), Orlando Harrison ("The Spirit"), Mark Sams ("Rock Freebass") och Jonny Delafons ("L.B. Dope"). Innan de tog namnet Alabama 3 kallade de sig The First Presleyterian Church of Elvis the Divine (UK).
Alabama 3 blev kända internationellt när deras låt "Woke Up This Morning" användes i vinjetten till TV-serien Sopranos. Låten fanns ursprungligen med på deras debutalbum, Exile on Coldharbour Lane från 1997. Till andra populära låtar med gruppen hör "Speed of the Sound of Loneliness" och "Hello... I'm Johnny Cash".

## Diskografi
Studioalbum
- 1997 – Exile on Coldharbour Lane
- 2000 – La Peste
- 2002 – Power in the Blood
- 2003 – Last Train to Mashville, Vol. 2
- 2005 – Outlaw
- 2007 – M.O.R.
- 2010 – Revolver Soul
- 2011 – Shoplifting For Jesus
- 2011 – There Will Be Peace In The Valley...When We Get The Keys To The Mansion On The Hill
- 2013 – The Men From W.O.M.B.L.E Vol 1

Samlingsalbum
- 1997 – A Message From The First Presleytarian Church Of Elvis The Divine
- 2001 – Remixes
- 2003 – The Music Of A3 1996 - 2003
- 2005 – Hear The Train A' Comin'
- 2008 – Hits and Exit Wounds

Singlar (topp 100 på UK Singles Chart)
- 1996 – "Ain't Goin' to Goa" (#98	)
- 1997 – "Woke Up This Morning" (#80)
- 1997 – "Speed of the Sound of Loneliness" (#72)
- 2005 – "Hello... I'm Johnny Cash" (#78)